# Eriocaulon odontospermum
Eriocaulon odontospermum är en gräsväxtart som beskrevs av Gregory John Leach. Eriocaulon odontospermum ingår i släktet Eriocaulon och familjen Eriocaulaceae. Inga underarter finns listade i Catalogue of Life.